# Försjön (Mörlunda socken, Småland)
Försjön är en sjö i Hultsfreds kommun i Småland och ingår i Emåns huvudavrinningsområde. Sjön har en area på 0,157 kvadratkilometer och ligger 101 meter över havet.

## Delavrinningsområde
Försjön ingår i det delavrinningsområde (634810-151832) som SMHI kallar för Utloppet av Granhultesjön. Medelhöjden är 112 meter över havet och ytan är 72,6 kvadratkilometer. Det finns inga avrinningsområden uppströms utan avrinningsområdet är högsta punkten. Lillån (Hammarsboån) som avvattnar avrinningsområdet har biflödesordning 2, vilket innebär att vattnet flödar genom totalt 2 vattendrag innan det når havet efter 37 kilometer. Avrinningsområdet består mestadels av skog (76 procent) och jordbruk (11 procent). Avrinningsområdet har 2,78 kvadratkilometer vattenytor vilket ger det en sjöprocent på 3,8 procent. Bebyggelsen i området täcker en yta av 0,8 kvadratkilometer eller 1 procent av avrinningsområdet.